# Jennifer Doudna
Jennifer A. Doudna Cate (Washington, 1964. február 19. –) amerikai vegyész, aki elnyerte a 2020-as kémiai Nobel-díjat.

## Magyarul megjelent művei
- Walter Isaacson: A kódfejtő. Jennifer Doudna, a génszerkesztés, a Covid-19 és az emberi faj jövője; ford. Kelemen László; Helikon, Budapest, 2021